# Campeonato Sudamericano de Fútbol Sub-20 de 2023
El XXX Campeonato Sudamericano Sub-20 fue la trigésima edición en la historia del certamen, y se celebró por quinta ocasión en Colombia. Fueron elegibles los jugadores nacidos desde el 1 de enero de 2003 hasta el 31 de diciembre de 2007.
El certamen continental sudamericano otorgó cuatro plazas para la Copa Mundial Sub-20 de 2023 a realizarse en Argentina entre mayo y junio de ese año. Por otra parte, también se concedió tres plazas clasificatorias, además de Chile, para los Juegos Panamericanos de 2023.
Brasil se coronó campeón tras 12 años al derrotar en la última fecha del hexagonal final a Uruguay. Estas dos selecciones, junto con el país anfitrión  Colombia (que finalizó tercero) clasificaron a la Copa Mundial sub-20 y a los Juegos Panamericanos. Ecuador, que llegaba como campeón defensor, alcanzó el cuarto puesto y la última plaza para la cita mundialista.
Posteriormente, Argentina clasificó para la Copa del Mundo, luego de que la FIFA le otorgó al país los derechos de organización, tras habérselos retirado a Indonesia, que era la sede original. Argentina había fallado en clasificarse al Mundial, tras haber sido eliminada en primera fase.

## Elección del país anfitrión
Colombia había sido designada como sede del Sudamericano Sub-20 de 2021, como ensayo de la Copa América 2020,  pero el torneo fue cancelado debido a la pandemia de COVID-19 y la sede entregada a Venezuela. En ese cambio, Conmebol le dio los derechos a Colombia para organizar el certamen de 2023.

## Organización

### Sedes
Colombia había sido elegida originalmente para albergar el Campeonato Sudamericano Sub-20 que se iba a realizar en 2021. Ese torneo terminó siendo cancelado debido a la pandemia de covid-19, sin embargo, Colombia mantuvo su derecho a realizar el Campeonato Sudamericano Sub-20 pero en 2023. Esta será la quinta vez que Colombia sea sede del torneo, ya que anteriormente lo hizo en 1964, 1987, 1992 y 2005.
Cali, Palmira y Bogotá fueron seleccionadas como sedes. Cali y Palmira albergaron los partidos de la primera etapa en dos sedes, el estadio Olímpico Pascual Guerrero y el estadio Deportivo Cali. Los partidos de la etapa final se jugaron en Bogotá también en dos sedes, el estadio Nemesio Camacho El Campín y el Estadio Metropolitano de Techo.
| Cali                     | Palmira                | Cali Palmira Bogotá | Bogotá            | Bogotá                         |
| ------------------------ | ---------------------- | ------------------- | ----------------- | ------------------------------ |
| Estadio Pascual Guerrero | Estadio Deportivo Cali | Cali Palmira Bogotá | Estadio El Campín | Estadio Metropolitano de Techo |
| Capacidad: 38 568        | Capacidad: 44 000      | Cali Palmira Bogotá | Capacidad: 36 343 | Capacidad: 10 000              |
|                          |                        | Cali Palmira Bogotá |                   |                                |

### Listado de árbitros
La Conmebol confirmó las siguientes ternas arbitrales, provenientes de todos los países miembros de la confederación, además de una terna portuguesa en representación de la UEFA.
| - Argentina: Nicolás Lamolina - Maximiliano del Yesso (asistente) - Facundo Rodríguez (asistente) - Bolivia: Ivo Méndez - Ariel Guizada (asistente) - Carlos Tapia (asistente) - Brasil: Braulio Machado - Fabricio Vilarinho (asistente) - Rafael Alves (asistente) | - Chile: Cristián Garay - Claudio Urrutia (asistente) - Alejandro Molina (asistente) - Colombia: Carlos Ortega - Jhon León (asistente) - John Gallego (asistente) - Ecuador: Guillermo Guerrero - Ricardo Baren (asistente) - Dennys Guerrero (asistente) - Paraguay: Derlis López - Roberto Cañete (asistente) - Luis Onieva (asistente) | - Perú: Augusto Menéndez - Stephen Atoche (asistente) - Leonar Soto (asistente) - Uruguay: Gustavo Tejera - Andrés Nievas (asistente) - Horacio Ferreiro (asistente) - Venezuela: Yender Herrera - Lubín Torrealba (asistente) - Alberto Ponte (asistente) - Portugal: Antonio Carvalho - Bruno Alves (asistente) - Luciano Gomes (asistente) |

### Reglas
Los diez equipos participantes en la primera fase se dividieron en dos grupos de cinco equipos cada uno. Luego de una liguilla simple, a una sola rueda de partidos, pasaron a segunda ronda los equipos que ocupen las posiciones primera, segunda y tercera de cada grupo.
En caso de empate en puntos en cualquiera de las posiciones, la clasificación se determina siguiendo en orden los siguientes criterios:
- El resultado del enfrentamiento directo jugado entre los empatados.
- Diferencia de goles.
- Cantidad de goles marcados.
- Menor número de tarjetas rojas.
- Menor número de tarjetas amarillas.
- Por sorteo.

## Equipos participantes
Participaron en el torneo los equipos representativos de las diez asociaciones nacionales afiliadas a la Confederación Sudamericana de Fútbol.
| Equipos participantes | Equipos participantes | Equipos participantes | Equipos participantes | Equipos participantes |
| --------------------- | --------------------- | --------------------- | --------------------- | --------------------- |
| Argentina             | Bolivia               | Brasil                | Chile                 | Colombia              |
| Ecuador               | Paraguay              | Perú                  | Uruguay               | Venezuela             |

### Sorteo
El sorteo de grupos se llevó a cabo en la sede de la Conmebol ubicada en la ciudad de Luque, Paraguay, el 21 de diciembre a las 14:00 (UTC-3).
Entre paréntesis se indica la posición de las selecciones en el Campeonato Sudamericano Sub-20 de 2019.
| Cabezas de serie         | Bombo 2                   | Bombo 3                  | Bombo 4                | Bombo 5               |
| ------------------------ | ------------------------- | ------------------------ | ---------------------- | --------------------- |
| Colombia (4) Ecuador (1) | Argentina (2) Uruguay (3) | Brasil (5) Venezuela (6) | Chile (7) Paraguay (8) | Perú (9) Bolivia (10) |

## Primera fase
- Los horarios corresponden a la hora de Colombia (UTC-5).[19][20]

     – Clasificados a la fase final.

### Grupo A
| Selección | Pts. | PJ | PG | PE | PP | GF | GC | Dif. |
| --------- | ---- | -- | -- | -- | -- | -- | -- | ---- |
| Brasil    | 10   | 4  | 3  | 1  | 0  | 9  | 3  | 6    |
| Colombia  | 8    | 4  | 2  | 2  | 0  | 5  | 3  | 2    |
| Paraguay  | 7    | 4  | 2  | 1  | 1  | 5  | 4  | 1    |
| Argentina | 3    | 4  | 1  | 0  | 3  | 3  | 6  | –3   |
| Perú      | 0    | 4  | 0  | 0  | 4  | 1  | 7  | –6   |

| 19 de enero | Perú | 0:3 (0:0) | Brasil                                          | Estadio Pascual Guerrero, Cali                                 |                                                                |
| 17:00       |      | Reporte   | Vitor Roque 68', 81' (pen.) · Andrey Santos 76' | Asistencia: 17 929 espectadores Árbitro(s): Guillermo Guerrero | Asistencia: 17 929 espectadores Árbitro(s): Guillermo Guerrero |

| 19 de enero | Colombia | 1:1 (0:1) | Paraguay      | Estadio Pascual Guerrero, Cali                             |                                                            |
| 19:30       | Luna 47' | Reporte   | Wlk 7' (pen.) | Asistencia: 26 000 espectadores Árbitro(s): Gustavo Tejera | Asistencia: 26 000 espectadores Árbitro(s): Gustavo Tejera |

- Equipo libre:  Argentina.

| 21 de enero | Paraguay                    | 2:1 (1:1) | Argentina   | Estadio Pascual Guerrero, Cali                             |                                                            |
| 16:00       | Flores 32' · Wlk 56' (pen.) | Reporte   | Perrone 34' | Asistencia: 18 209 espectadores Árbitro(s): Cristián Garay | Asistencia: 18 209 espectadores Árbitro(s): Cristián Garay |

| 21 de enero | Colombia        | 2:1 (1:1) | Perú        | Estadio Pascual Guerrero, Cali                             |                                                            |
| 18:30       | Cortés 45', 74' | Reporte   | Vásquez 37' | Asistencia: 25 981 espectadores Árbitro(s): Yender Herrera | Asistencia: 25 981 espectadores Árbitro(s): Yender Herrera |

- Equipo libre:  Brasil.

| 23 de enero | Paraguay        | 1:0 (1:0) | Perú | Estadio Pascual Guerrero, Cali                         |                                                        |
| 17:00       | D. González 33' | Reporte   |      | Asistencia: 14 202 espectadores Árbitro(s): Ivo Méndez | Asistencia: 14 202 espectadores Árbitro(s): Ivo Méndez |

| 23 de enero | Argentina       | 1:3 (0:2) | Brasil                                               | Estadio Pascual Guerrero, Cali                             |                                                            |
| 19:30       | M. González 90' | Reporte   | Biro 8' · Andrey Santos 36' · Vitor Roque 87' (pen.) | Asistencia: 17 000 espectadores Árbitro(s): Gustavo Tejera | Asistencia: 17 000 espectadores Árbitro(s): Gustavo Tejera |

- Equipo libre:  Colombia.

| 25 de enero | Argentina     | 1:0 (1:0) | Perú | Estadio Pascual Guerrero, Cali                             |                                                            |
| 17:00       | Infantino 41' | Reporte   |      | Asistencia: 24 681 espectadores Árbitro(s): Yender Herrera | Asistencia: 24 681 espectadores Árbitro(s): Yender Herrera |

| 25 de enero | Colombia   | 1:1 (1:1) | Brasil            | Estadio Pascual Guerrero, Cali                             |                                                            |
| 19:30       | Puerta 31' | Reporte   | Andrey Santos 44' | Asistencia: 32 254 espectadores Árbitro(s): Cristián Garay | Asistencia: 32 254 espectadores Árbitro(s): Cristián Garay |

- Equipo libre:  Paraguay.

| 27 de enero | Colombia    | 1:0 (0:0) | Argentina | Estadio Pascual Guerrero, Cali                                 |                                                                |
| 19:30       | Fuentes 75' | Reporte   |           | Asistencia: 39 017 espectadores Árbitro(s): Guillermo Guerrero | Asistencia: 39 017 espectadores Árbitro(s): Guillermo Guerrero |

| 27 de enero | Brasil                           | 2:1 (1:1) | Paraguay    | Estadio Deportivo Cali, Palmira                          |                                                          |
| 19:30       | Stênio 30' · Ronald Falkoski 55' | Reporte   | Pereira 22' | Asistencia: 9065 espectadores Árbitro(s): Gustavo Tejera | Asistencia: 9065 espectadores Árbitro(s): Gustavo Tejera |

- Equipo libre:  Perú.

### Grupo B
| Selección | Pts. | PJ | PG | PE | PP | GF | GC | Dif. |
| --------- | ---- | -- | -- | -- | -- | -- | -- | ---- |
| Uruguay   | 10   | 4  | 3  | 1  | 0  | 11 | 2  | 9    |
| Venezuela | 6    | 4  | 2  | 0  | 2  | 2  | 4  | –2   |
| Ecuador   | 5    | 4  | 1  | 2  | 1  | 3  | 3  | 0    |
| Chile     | 4    | 4  | 1  | 1  | 2  | 2  | 5  | –3   |
| Bolivia   | 3    | 4  | 1  | 0  | 3  | 2  | 6  | –4   |

| 20 de enero | Bolivia  | 1:0 (0:0) | Venezuela | Estadio Deportivo Cali, Palmira                            |                                                            |
| 17:00       | Nava 52' | Reporte   |           | Asistencia: 4800 espectadores Árbitro(s): Nicolás Lamolina | Asistencia: 4800 espectadores Árbitro(s): Nicolás Lamolina |

| 20 de enero | Ecuador   | 1:1 (1:1) | Chile       | Estadio Deportivo Cali, Palmira                         |                                                         |
| 19:30       | Cuero 33' | Reporte   | Conelli 25' | Asistencia: 7500 espectadores Árbitro(s): Carlos Ortega | Asistencia: 7500 espectadores Árbitro(s): Carlos Ortega |

- Equipo libre:  Uruguay.

| 22 de enero | Bolivia | 0:1 (0:0) | Ecuador          | Estadio Deportivo Cali, Palmira                            |                                                            |
| 16:00       |         | Reporte   | Durán 79' (a.g.) | Asistencia: 2174 espectadores Árbitro(s): Antonio Carvalho | Asistencia: 2174 espectadores Árbitro(s): Antonio Carvalho |

| 22 de enero | Chile | 0:3 (0:3) | Uruguay                                | Estadio Deportivo Cali, Palmira                           |                                                           |
| 18:30       |       | Reporte   | Díaz 3' · L. Rodríguez 7' · García 39' | Asistencia: 5066 espectadores Árbitro(s): Braulio Machado | Asistencia: 5066 espectadores Árbitro(s): Braulio Machado |

- Equipo libre:  Venezuela.

| 24 de enero | Uruguay                          | 3:0 (2:0) | Venezuela | Estadio Deportivo Cali, Palmira                            |                                                            |
| 17:00       | L. Rodríguez 24', 65' · Díaz 42' | Reporte   |           | Asistencia: 3065 espectadores Árbitro(s): Augusto Menéndez | Asistencia: 3065 espectadores Árbitro(s): Augusto Menéndez |

| 24 de enero | Chile      | 1:0 (1:0) | Bolivia | Estadio Deportivo Cali, Palmira                            |                                                            |
| 19:30       | Assadi 19' | Reporte   |         | Asistencia: 5448 espectadores Árbitro(s): Nicolás Lamolina | Asistencia: 5448 espectadores Árbitro(s): Nicolás Lamolina |

- Equipo libre:  Ecuador.

| 26 de enero | Uruguay                                          | 4:1 (0:1) | Bolivia         | Estadio Deportivo Cali, Palmira                            |                                                            |
| 17:00       | A. Rodríguez 68', 80', 90+6' · Díaz 90+5' (pen.) | Reporte   | Luján 5' (pen.) | Asistencia: 4017 espectadores Árbitro(s): Antonio Carvalho | Asistencia: 4017 espectadores Árbitro(s): Antonio Carvalho |

| 26 de enero | Venezuela   | 1:0 (1:0) | Ecuador | Estadio Deportivo Cali, Palmira                           |                                                           |
| 19:30       | Alcócer 15' | Reporte   |         | Asistencia: 8000 espectadores Árbitro(s): Braulio Machado | Asistencia: 8000 espectadores Árbitro(s): Braulio Machado |

- Equipo libre:  Chile.

| 28 de enero | Ecuador   | 1:1 (1:1) | Uruguay    | Estadio Deportivo Cali, Palmira                            |                                                            |
| 18:30       | Cuero 13' | Reporte   | Chagas 15' | Asistencia: 6100 espectadores Árbitro(s): Nicolás Lamolina | Asistencia: 6100 espectadores Árbitro(s): Nicolás Lamolina |

| 28 de enero | Venezuela          | 1:0 (0:0) | Chile | Estadio Pascual Guerrero, Cali                               |                                                              |
| 18:30       | Alcócer 48' (pen.) | Reporte   |       | Asistencia: 12 200 espectadores Árbitro(s): Antonio Carvalho | Asistencia: 12 200 espectadores Árbitro(s): Antonio Carvalho |

- Equipo libre:  Bolivia.

## Fase final

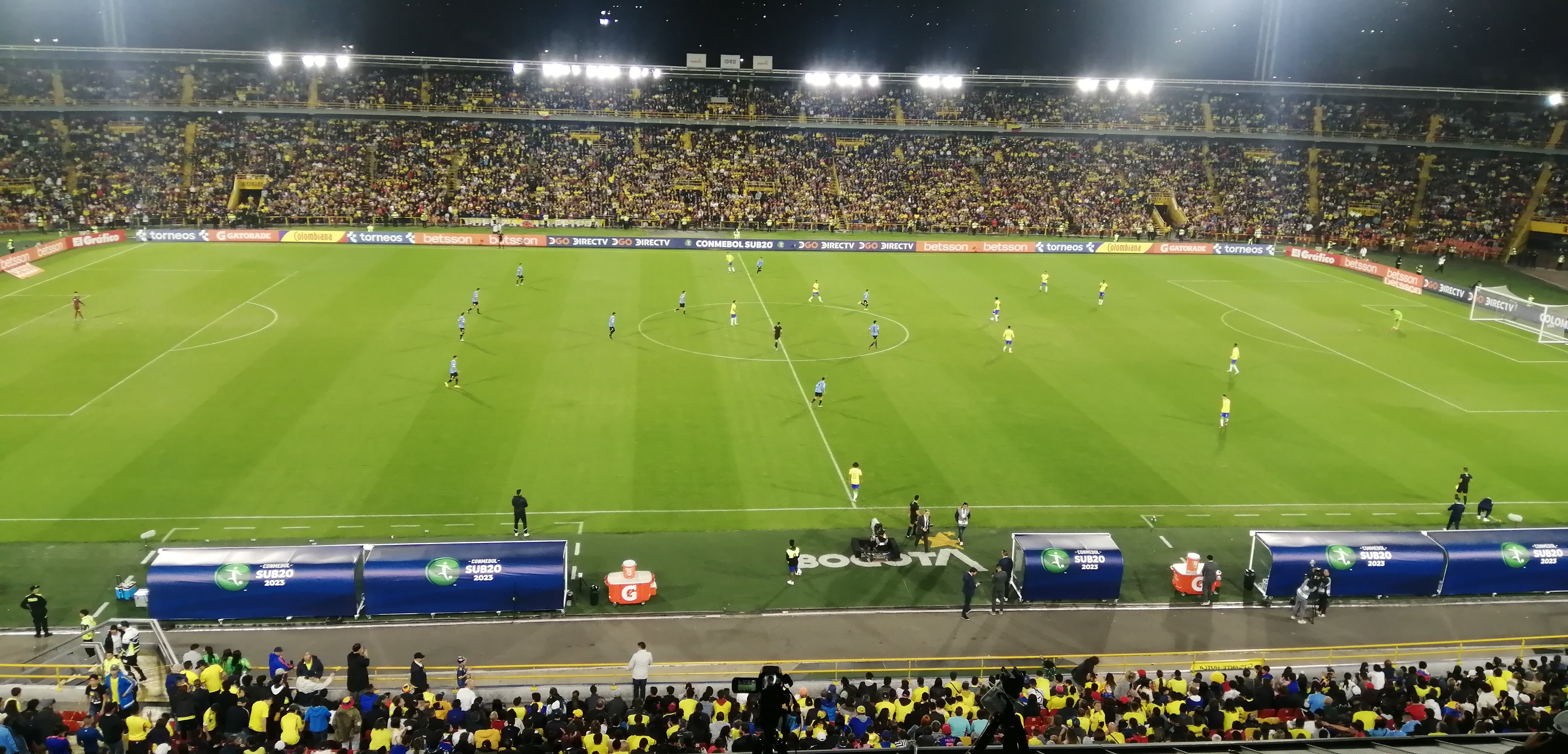
Brasil y Uruguay protagonizaron el último juego de la fase final.

| Equipo    | Pts | PJ | PG | PE | PP | GF | GC | Dif |
| --------- | --- | -- | -- | -- | -- | -- | -- | --- |
| Brasil    | 13  | 5  | 4  | 1  | 0  | 10 | 1  | 9   |
| Uruguay   | 12  | 5  | 4  | 0  | 1  | 8  | 4  | 4   |
| Colombia  | 10  | 5  | 3  | 1  | 1  | 6  | 2  | 4   |
| Ecuador   | 4   | 5  | 1  | 1  | 3  | 5  | 8  | –3  |
| Venezuela | 2   | 5  | 0  | 2  | 3  | 4  | 11 | –7  |
| Paraguay  | 1   | 5  | 0  | 1  | 4  | 2  | 9  | –7  |

|  | Clasificados para el Mundial Sub-20 de 2023 y para los Juegos Panamericanos de 2023. |
|  | Clasificado para el Mundial Sub-20 de 2023.                                          |

#### Fecha 1
| 31 de enero | Paraguay   | 1:1 (0:0) | Venezuela          | Estadio Metropolitano de Techo, Bogotá                     |                                                            |
| 15:00       | Flores 50' | Reporte   | Alcócer 77' (pen.) | Asistencia: 6191 espectadores Árbitro(s): Antonio Carvalho | Asistencia: 6191 espectadores Árbitro(s): Antonio Carvalho |

| 31 de enero | Brasil                                   | 3:1 (2:0) | Ecuador      | Estadio El Campín, Bogotá                                    |                                                              |
| 17:30       | Vitor Roque 14', 28' · Andrey Santos 81' | Reporte   | González 76' | Asistencia: 25 400 espectadores Árbitro(s): Augusto Menéndez | Asistencia: 25 400 espectadores Árbitro(s): Augusto Menéndez |

| 31 de enero | Uruguay      | 1:0 (0:0) | Colombia | Estadio El Campín, Bogotá                                  |                                                            |
| 20:00       | González 78' | Reporte   |          | Asistencia: 37 004 espectadores Árbitro(s): Cristián Garay | Asistencia: 37 004 espectadores Árbitro(s): Cristián Garay |

#### Fecha 2
| 3 de febrero | Uruguay                            | 2:1 (1:1) | Ecuador    | Estadio Metropolitano de Techo, Bogotá                     |                                                            |
| 15:00        | Díaz 35' (pen.) · L. Rodríguez 85' | Reporte   | Medina 13' | Asistencia: 4292 espectadores Árbitro(s): Antonio Carvalho | Asistencia: 4292 espectadores Árbitro(s): Antonio Carvalho |

| 3 de febrero | Brasil                                                   | 3:0 (0:0) | Venezuela | Estadio Metropolitano de Techo, Bogotá               |                                                      |
| 17:30        | Vitor Roque 49' · Pedro Henrique 85' · Andrey Santos 90' | Reporte   |           | Asistencia: 7000 espectadores Árbitro(s): Ivo Méndez | Asistencia: 7000 espectadores Árbitro(s): Ivo Méndez |

| 3 de febrero | Colombia                              | 3:0 (2:0) | Paraguay | Estadio El Campín, Bogotá                                    |                                                              |
| 20:00        | Cabezas 29' · Cortés 40' · Puerta 88' | Reporte   |          | Asistencia: 37 100 espectadores Árbitro(s): Nicolás Lamolina | Asistencia: 37 100 espectadores Árbitro(s): Nicolás Lamolina |

#### Fecha 3
| 6 de febrero | Venezuela          | 1:4 (1:3) | Uruguay                                            | Estadio Metropolitano de Techo, Bogotá                    |                                                           |
| 15:00        | Alcócer 34' (pen.) | Reporte   | Díaz 18' (pen.) · Á. Rodríguez 35', 78' · Sosa 44' | Asistencia: 3679 espectadores Árbitro(s): Braulio Machado | Asistencia: 3679 espectadores Árbitro(s): Braulio Machado |

| 6 de febrero | Paraguay | 0:2 (0:1) | Brasil                    | Estadio El Campín, Bogotá                                      |                                                                |
| 17:30        |          | Reporte   | Santana 10' · Cardoso 81' | Asistencia: 27 443 espectadores Árbitro(s): Guillermo Guerrero | Asistencia: 27 443 espectadores Árbitro(s): Guillermo Guerrero |

| 6 de febrero | Colombia           | 1:0 (1:0) | Ecuador | Estadio El Campín, Bogotá                                  |                                                            |
| 20:00        | Córdova 21' (a.g.) | Reporte   |         | Asistencia: 39 238 espectadores Árbitro(s): Cristián Garay | Asistencia: 39 238 espectadores Árbitro(s): Cristián Garay |

#### Fecha 4
| 9 de febrero | Ecuador           | 1:1 (0:1) | Venezuela  | Estadio Metropolitano de Techo, Bogotá |                            |
| 15:00        | C. Zambrano 90+1' | Reporte   | Alcócer 3' | Árbitro(s): Gustavo Tejera             | Árbitro(s): Gustavo Tejera |

| 9 de febrero | Uruguay          | 1:0 (0:0) | Paraguay | Estadio Metropolitano de Techo, Bogotá |                              |
| 17:30        | L. Rodríguez 85' | Reporte   |          | Árbitro(s): Antonio Carvalho           | Árbitro(s): Antonio Carvalho |

| 9 de febrero | Colombia | 0:0     | Brasil | Estadio El Campín, Bogotá    |                              |
| 20:00        |          | Reporte |        | Árbitro(s): Nicolás Lamolina | Árbitro(s): Nicolás Lamolina |

#### Fecha 5
| 12 de febrero | Ecuador        | 2:1 (1:0) | Paraguay        | Estadio Metropolitano de Techo, Bogotá |                              |
| 16:00         | Cuero 12', 73' | Reporte   | D. González 81' | Árbitro(s): Nicolás Lamolina           | Árbitro(s): Nicolás Lamolina |

| 12 de febrero | Venezuela | 1:2 (0:2) | Colombia                           | Estadio El Campín, Bogotá    |                              |
| 16:00         | Cova 64'  | Reporte   | Castillo Manyoma 18' · Cabezas 39' | Árbitro(s): Antonio Carvalho | Árbitro(s): Antonio Carvalho |

| 12 de febrero | Brasil                                   | 2:0 (0:0) | Uruguay | Estadio El Campín, Bogotá  |                            |
| 18:30         | Andrey Santos 84' · Pedro Henrique 90+2' | Reporte   |         | Árbitro(s): Cristián Garay | Árbitro(s): Cristián Garay |

|                            |
| Bandera de Brasil          |
| Campeón Brasil 12.º título |

## Clasificados a competencias intercontinentales
| Competencia          | Clasificados                                                    |
| -------------------- | --------------------------------------------------------------- |
| Copa Mundial Sub-20  | - Argentina (anfitrión) - Brasil - Uruguay - Colombia - Ecuador |
| Juegos Panamericanos | - Chile (anfitrión) - Brasil - Uruguay - Colombia               |

## Clasificación general
La clasificación general indica la posición que cada selección nacional ocupó al finalizar el torneo según el puntaje obtenido en la última fase disputada por cada equipo.

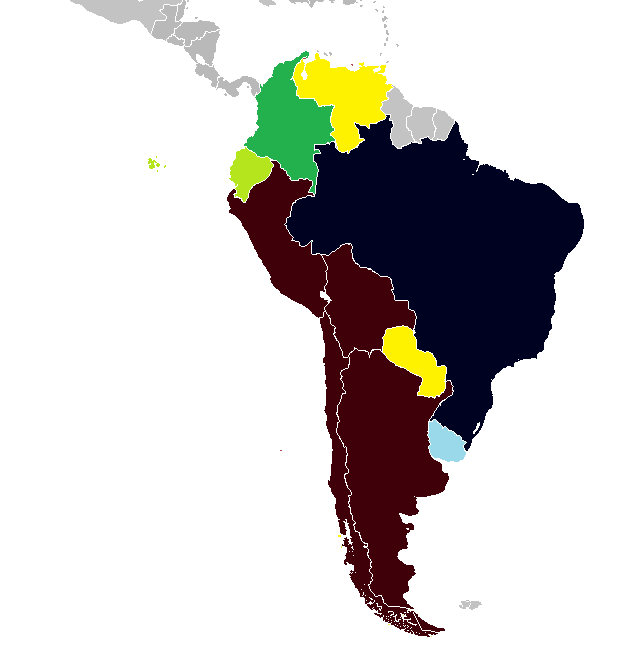
Países participantes según la posición alcanzada en el torneo

| Selección   | PJ | PG | PE | PP | GF | GC | Dif. | Pts. |
| ----------- | -- | -- | -- | -- | -- | -- | ---- | ---- |
| 1 Brasil    | 9  | 7  | 2  | 0  | 19 | 4  | +15  | 23   |
| 2 Uruguay   | 9  | 7  | 1  | 1  | 19 | 6  | +13  | 22   |
| 3 Colombia  | 9  | 5  | 3  | 1  | 11 | 5  | +6   | 18   |
| 4 Ecuador   | 9  | 2  | 3  | 4  | 8  | 11 | –3   | 9    |
| 5 Paraguay  | 9  | 2  | 2  | 5  | 7  | 13 | –6   | 8    |
| 6 Venezuela | 9  | 2  | 2  | 5  | 6  | 15 | –9   | 8    |
| 7 Chile     | 4  | 1  | 1  | 2  | 2  | 5  | –3   | 4    |
| 8 Argentina | 4  | 1  | 0  | 3  | 3  | 6  | –3   | 3    |
| 9 Bolivia   | 4  | 1  | 0  | 3  | 2  | 6  | –4   | 3    |
| 10 Perú     | 4  | 0  | 0  | 4  | 1  | 7  | –6   | 0    |

## Goleadores
| Jugador           | Selección | Goles |
| ----------------- | --------- | ----- |
| Vitor Roque       | Brasil    | 6     |
| Andrey Santos     | Brasil    | 6     |
| Fabricio Díaz     | Uruguay   | 5     |
| Álvaro Rodríguez  | Uruguay   | 5     |
| Luciano Rodríguez | Uruguay   | 5     |
| Brayan Alcócer    | Venezuela | 5     |
| Justin Cuero      | Ecuador   | 4     |
| Óscar Cortés      | Colombia  | 3     |

## Derechos de transmisión
Los siguientes empresas y canales fueron los autorizados para la transmisión del torneo.
| País      | Difusor                                                                                 |
| --------- | --------------------------------------------------------------------------------------- |
| Argentina | DSports TV Pública TyC Sports                                                           |
| Bolivia   | Unitel Tigo Sports Bolivia                                                              |
| Brasil    | FIFA+ TV Globo y SporTV                                                                 |
| Chile     | DSports Canal 13                                                                        |
| Colombia  | DSports Caracol Televisión, Telepacífico y Canal RCN                                    |
| Ecuador   | DSports Teleamazonas                                                                    |
| Paraguay  | GEN TV                                                                                  |
| Perú      | DSports y Latina Televisión                                                             |
| Uruguay   | DSports Dexary Eventos y todos los canales de eventos de los cable operadores Uruguayos |
| Venezuela | Televen DSports                                                                         |